# Barragem de Santa Clara
A Barragem de Santa Clara, igualmente denominada de Barragem de Santa Clara-a-Velha, e originalmente como Barragem Marcelo Caetano, é uma estrutura hidráulica no Rio Mira, situada na freguesia de Santa Clara-a-Velha, no concelho de Odemira, na região do Baixo Alentejo, em Portugal. Funciona principalmente para o abastecimento de água à agricultura, embora também tenha outras funções, como produção energética. A barragem e a sua albufeira também se afirmaram como um importante destino turístico no concelho. Destaca-se pela sua albufeira de grandes dimensões, que é considerada como uma das maiores na Europa, sendo a maior barragem de terra do país aquando da sua inauguração.
A construção de uma barragem no Rio Mira esteve programada durante a década de 1950, no âmbito do Plano de Rega do Alentejo, lançado durante o período do Estado Novo. Reconheceu-se desde logo a grande importância que esta estrutura iria ter sobre a agricultura na região do Alentejo, uma vez que iria permitir o abastecimento de água a uma vasta área. A construção foi concluída em 1968, embora só tenha sido oficialmente inaugurada em 11 de Maio de 1969. Nos princípios da década de 2020, a albufeira da barragem sofreu um grande decréscimo devido à seca, tendo a entidade responsável pela sua organização, a Associação dos Beneficiários do Mira, sido acusada de beneficiar os grandes produtores de agricultura intensiva, em detrimento dos pequenos proprietários.

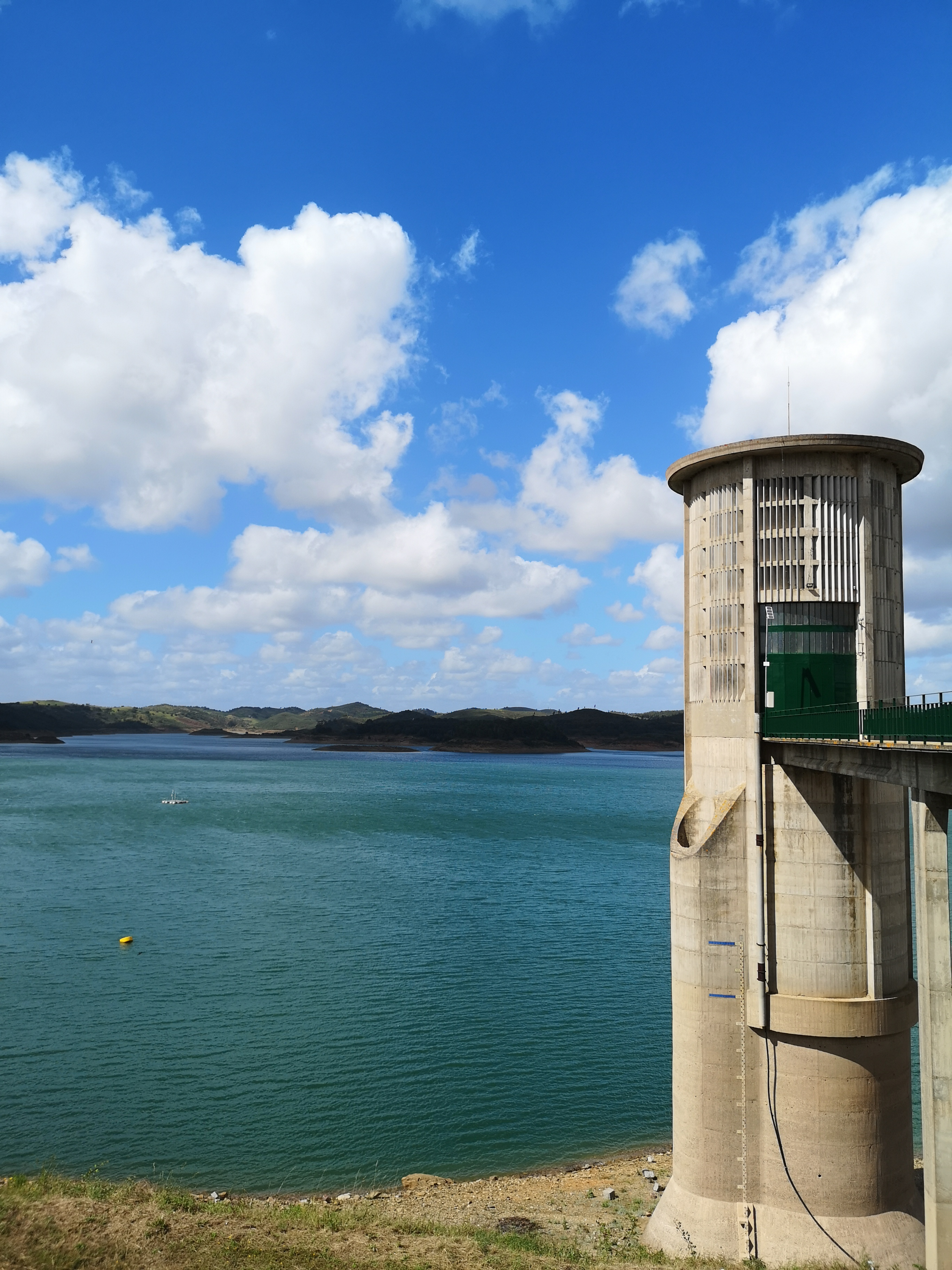
Pormenor da torre de tomada de água.

## Descrição
A barragem represa o Rio Mira, em cuja bacia hidrográfica se situa. Localiza-se a cerca de quatro quilómetros de distância da sede de freguesia, Santa Clara-a-Velha.
A barragem tem funções ligadas à rega, abastecimento de água e produção energética, servindo igualmente como defesa contra a ocorrência de cheias. A albufeira tem uma capacidade total de 485.000 x 1000 m³ e útil de 240.300 x 1000 m³, e o volume morto é de 244.700 x 1000 m³. Cobre uma área de cerca de 1986 ha, sendo considerada como uma das maiores da Europa. O nível de pleno armazenamento é de 130 m, enquanto que o de máxima cheia é de 132 m, e o mínimo de exploração é de 114,7 m. O descarregador de cheias é de tipologia em poço vertical ou inclinado, com um sistema de dissipação de energia em ressalto. O aterro da barragem foi construído em terra, de perfil zonado, sendo formado por um núcleo em material argiloso e por maciços laterais construídos em xisto, extraído nas proximidades. Foi a primeira grande obra no país onde foram utilizados xistos nos maciços terrosos. A altura acima da fundação é de 87 m, e acima do aterro natural é de 83 m. O coroamento atinge uma cota de 135 m, e tem 428 m de comprimento e 10 m de largura. Possui três banquetas a jusante. A estrutura tem uma fundação em pórfiros, xistos e grauvaques.
O sistema de descarga de fundo está situado na margem esquerda do rio, numa zona afastada da barragem, e consiste num túnel escavado na rocha. O caudal máximo é de 124 m³/s. O controlo a montante é feito através de uma comporta de lagartas, enquanto que a jusante são utilizadas comportas corrediças, sendo a dissipação de energia por ressalto. A central hidroeléctrica está situada no local afastado da barragem, e produz cerca de 1,9 GWh de energia num ano médio. A água da barragem é distribuída por 84,9 Km de canais, 50,4 Km de distribuidores e 309,6 Km de regadeiras. Na altura da inauguração, o canal condutor tinha cerca de 37,2 Km de comprimento, prolongando-se depois pelos canais de Vila Nova de Milfontes, com 24,4 Km, e de Odeceixe, com 25,7 Km, possuindo uma rede secundária com 360 Km. A barragem é gerida pela Associação de Beneficiários do Mira.
No concelho de Odemira existe uma outra barragem, denominada de Corte Brique, e que é igualmente explorada pela Associação de Beneficiários do Mira.
A Barragem de Santa Clara e a sua albufeira constituem um dos principais pontos turísticos no concelho de Odemira, estando integrados num local de grande beleza serrana. Na albufeira é possível a prática da canoagem e do remo, além de pesca desportiva, sendo as principais espécies o achigã, pimpão e o lagostim. A zona da barragem também é considerada como um local de excelência para a caça. Nas suas imediações encontram-se vários monumentos, como Ponte D. Maria, a Igreja de Santa Clara de Assis, e a Fonte do Azinhal.
Na área da barragem foram identificados vários locais de interesse arqueológico, nomeadamente os núcleos da Tisnadinha, que incluíam um habitat e uma necrópole medievais, de Montalto, que consistem numa necrópole e num casal rústico da Idade do Ferro, e da Portela da Igreja, que correspondem a um casal rústico, uma povoação e outros vestígios, e o povoado fortificado da Cidade da Rocha, igualmente da Idade do Ferro. Uma necrópole antiga, conhecida como Monte da Bernarda, ficou submersa pelas águas da albufeira.

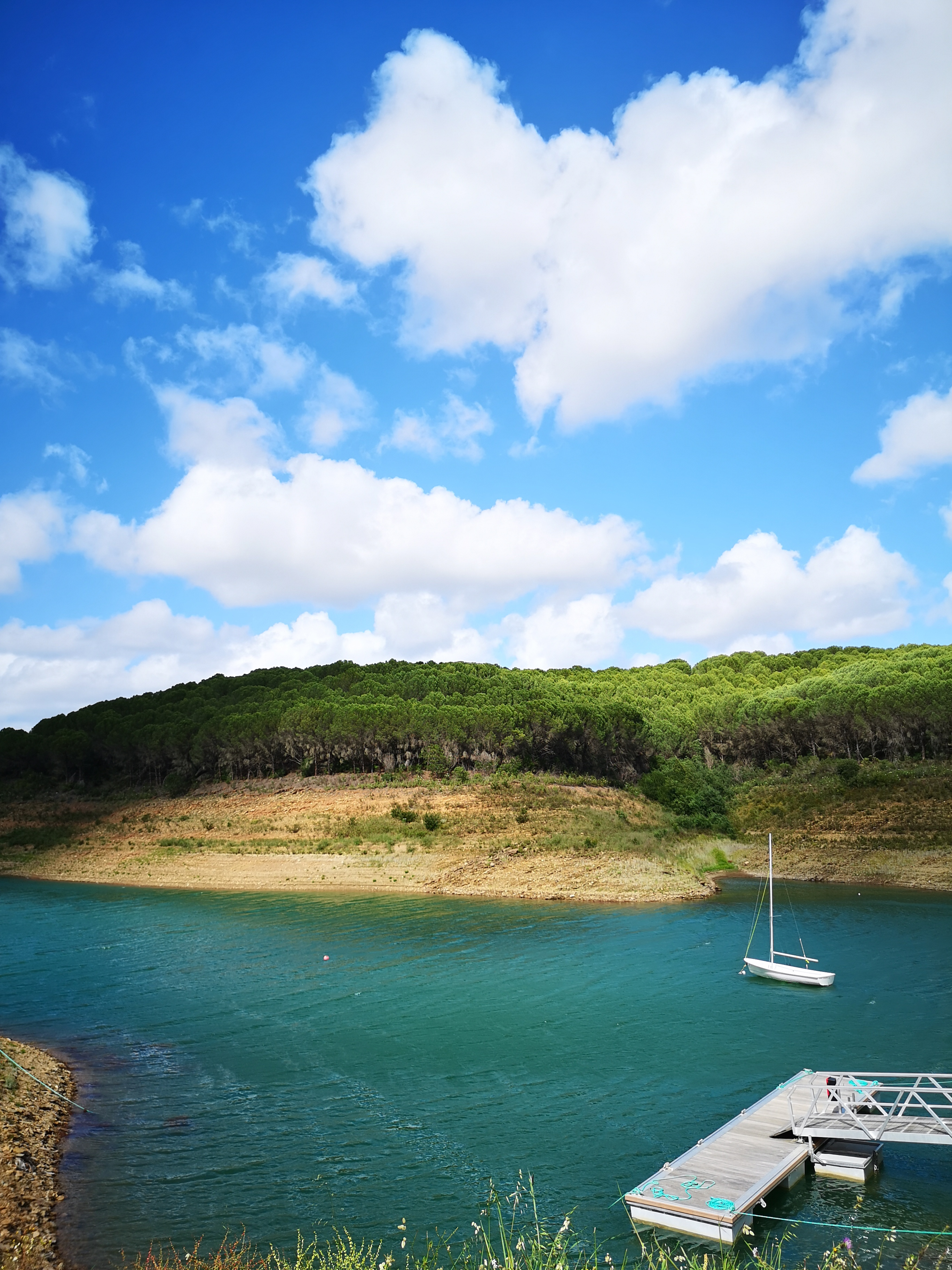
Cais fluvial na albufeira da barragem.

## História

### Planeamento, construção e inauguração
A barragem foi construída como parte do Plano de Rega do Alentejo, iniciado em 1957, no âmbito do II Plano de Fomento do Estado Novo. Este programa permitiu que em 1962 fossem adjudicadas alguns dos empreendimentos correspondentes à primeira fase, incluindo a barragem no Rio Mira, cujo projecto tinha sido elaborado em 1960. Estas obras foram realizadas sob a gestão do Ministério das Obras Públicas, que nessa altura era presidido pelo engenheiro Eduardo de Arantes e Oliveira. No âmbito deste plano previa-se que iriam ser abastecidos cerca de 173.000 Ha de regadio, dos quais 161.700 Ha correspondiam a grandes obras hidráulicas, sendo 14% oriundos do aproveitamento dos rios Mira, Caia e Alto Sado. Previa-se que o aproveitamento hidroagrícola do Mira iria ser responsável por mais de metade desta área, correspondendo a aproximadamente 11% dos terrenos que iriam beneficiados pelo regadio naquela região, valor que incluía as propriedades de regadio particulares. As obras da barragem foram parcialmente financiadas pela República Federal Alemã, através do Kreditanstalt für Wiederaufbau (de) (Instituto de Crédito para a Reconstrução).
Os trabalhos foram concluídos em 1968. Em 8 de Março de 1969, a barragem foi visitada por uma comitiva do governo, que incluiu o presidente do conselho, Marcello Caetano, o Ministro das Obras Públicas e o Governador Civil de Faro, no âmbito de um programa de vistoria às várias obras que faziam parte do Plano de Rega do Alentejo. Este percurso incluiu-se igualmente numa visita às regiões do Algarve que tinham sido atingidas por um sismo em 28 de Fevereiro desse ano. A comitiva também passou pela Sede da Associação dos Regantes e Beneficiários do Aproveitamento Hidroagrícola do Mira, onde foram apresentados vários mapas, gráficos e outros documentos dos canais, pontes e túneis relativos à barragem.
A barragem foi inaugurada no dia em 11 de Maio de 1969, tendo sido originalmente baptizada como Barragem Marcelo Caetano. A cerimónia iniciou-se às 10 horas da manhã, quando chegaram os primeiros convidados, que foram recebidos pelo director-geral dos Serviços Hidráulicos, Armando da Palma Carlos, o Governador Civil de Beja, Figueira da Silva, e o engenheiro residente, Tavares de Castro. Depois chegaram vários ministros, o embaixador da República Federal da Alemanha, o director-geral e o subdirector das Obras Hidráulicas de Espanha, e outras altas individualidades do governo e do exército. Às 10h55 chegaram Marcello Caetano e a sua filha, e cinco minutos depois o Presidente da República, Américo Tomás, com a sua esposa e o comandante Benvindo da Fonseca. A barragem entrou oficialmente a funcionar quando o chefe de estado pressionou o botão para a tomada de água, que levantou os módulos e começou a encher o canal condutor. Em seguida foram feitas duas breves cerimónias, uma em cada extremo do coroamento, durante as quais foi descerrado um medalhão com a efígie do chefe do governo, e de um obelisco em granito que comemorou o início das obras. Entre estes dois eventos ocorreu a bênção da barragem e das águas pelo arcebispo-bispo de Beja. A cerimónia prosseguiu com uma sessão solene num pavilhão, onde discursaram o engenheiro Armando da Palma Carlos, o presidente da Câmara Municipal de Odemira, José Henriques Lopes, o presidente da Federação de Grémios da Lavoura do Baixo Alentejo, Francisco António da Silva, o Secretário de Estado da Agricultura, Vasco Leónidas, o Ministro das Obras Públicas, o Presidente do Conselho, e finalmente o Chefe de Estado. Depois foram condecorados vários engenheiros que ficaram ligados à construção da barragem: Rebelo Pinto, Walter Weyermann, Álvares da Silva, Sousa Campos, Teixeira Direito, Tavares de Castro e Campos de Carvalho. A cerimónia de inauguração foi terminada com um almoço, oferecido pelo Ministério das Obras Públicas. A cerimónia de inauguração contou com a presença de muitos habitantes das redondezas e dos operários da barragem. Aquando da sua inauguração, era a maior barragem de terra no país.
Como previsto, a entrada em serviço da barragem teve um grande impacto na economia da região, principalmente a nível da agricultura e agro-indústria. Com efeito, levou a um grande incremento na agricultura de regadio, em detrimento das plantações de sequeiro, como os cereais, transformando a economia agrícola do concelho. Além disso, previa-se desde logo que teria uma grande importância a nível turístico, podendo neste sentido funcionar como um complemento à região do Algarve. Com a sua inauguração, ficou concluída a primeira fase do Plano de Rega do Alentejo.

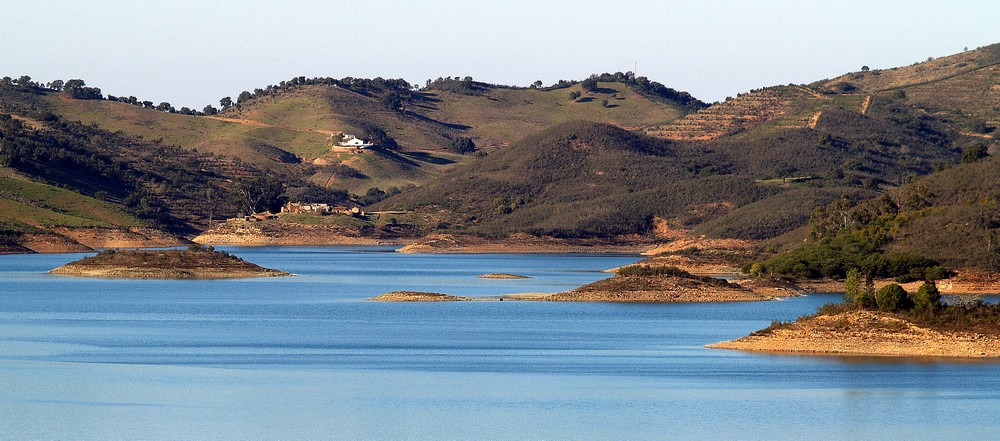
Albufeira da barragem, em 2008.

### Século XXI
Em 2008, Manuel Amaro, dirigente da Associação de Beneficiários do Mira, comentou ao jornal Público que nos dois terminais de descarga do perímetro de rega do Mira, um em Vila Nova de Milfontes e outro no Rogil, eram desperdiçados mais de dois milhões de litros de água por hora, correspondendo no seu total a cerca de 55% do volume da água bombeada da barragem. Esta situação era provocada pelo sistema utilizado para o abastecimento de água, uma vez que para fornecer as bocas de rega dos cerca de 2500 agricultores da associação era necessário manter «quase 800 quilómetros de infra-estruturas com água». A isto se deve a grande distância entre a barragem e os campos irrigados, estando o destino mais próximo situado a cerca de quarenta quilómetros de distância. Como não se podia libertar precisamente o volume de água necessário às explorações agrícolas, este era sempre fornecido em excesso, sendo o volume sobrante lançado ao oceano. Este sistema de irrigação, fundado na lei da gravidade, foi instalado na altura da construção da barragem, uma vez que é muito menos dispendioso do que as alternativas, embora exija um maior consumo de água. Em Espanha utilizou-se um modelo semelhante até à sua substituição, nos princípios da década de 1990. Como forma de colmatar a situação, Manuel Amaro sugeriu que fosse utilizado um sistema de reaproveitamento da água que ia para o oceano, da qual parte «sairia como caudal ecológico e a restante seria rebombeada para utilizações diversas». Na altura, o perímetro de rega do Mira abrangia cerca de doze mil hectares de solos aráveis, embora as áreas que estavam inscritas para rega fossem em média inferiores a oito mil hectares. Estimava-se que as plantações necessitavam de 35 a 40 milhões de metros cubícos de água, sendo as culturas mais consumidoras as da relva, milho, forragens e batata. Naquela altura os sistemas de rega mais utilizados eram o pivot e canhão hidráulico, que desperdiçam uma grande quantidade de água, enquanto que o de gota-a-gota era empregue apenas numa pequena área. Apesar do Programa Sectorial do Mira, que determinou critérios rigorosos no consumo de água, ter sido aprovado nos princípios de 2007 pelos ministérios da Agricultura e do Ambiente, em meados do ano seguinte ainda não tinha sido publicada a legislação que o suportava.
Em Junho de 2013 ocorreu um acidente na albufeira da barragem, quando um veículo automóvel caiu à água, provocando a morte do ocupante.
A Barragem de Santa Clara foi uma das atingidas pela situação de seca que se verificou no país desde os princípios da década de 2020. Em meados de 2021, quando a albufeira se encontrava apenas a 49% de capacidade, o abastecimento de água foi interrompido aos chamados agricultores precários, proprietários cujos terrenos se encontravam fora do perímetro de rega do Mira, embora há décadas que eram abastecidos pela barragem. Esta situação foi criticada pelos agricultores lesados, que acusaram a Associação dos Beneficiários do Mira de privilegiar os grandes proprietários, que praticavam agricultura intensiva e tinham vastas explorações de estufas, situadas na zona litoral. Mário Encarnação, membro do Movimento Juntos pelo Sudoeste, explicou que as alterações climáticas estavam a provocar anos cada vez mais secos, mas que a agricultura intensiva, que exigia um elevado consumo de água, estava-se a desenvolver progressivamente na região, provocando uma redução considerável nas reservas aquáticas. Apesar da situação de seca, a Associação dos Beneficiários do Mira obteve autorização para ampliar a área elegível para rega dos grandes produtores de monocultura intensiva. Aquela organização também foi criticada por ter instituído uma tabela por hectare, medida que atingiu principalmente os pequenos proprietários.
Em Janeiro de 2022 foi novamente determinado o racionamento de água da barragem, que estava a 40% de capacidade, para os utilizadores precários. Esta situação foi agudizada pela falta de alternativas para o abastecimento, uma vez que algumas ribeiras secaram, e os poços e furos estavam quase vazios, além que a rede de canalização municipal apenas cobria cerca de 70% da população. O corte de água aos pequenos proprietários não atingiu apenas os agricultores mas também as unidades de turismo rural, e aos residentes nas zonas mais isoladas, que tiveram de ser abastecidos pelos bombeiros. Diogo Coutinho, dirigente da Associação Clara, que pretende converter uma antiga fábrica de tijolo num espaço de residências artísticas, criticou a situação como «um modelo injusto de distribuição de água, controlado por multinacionais para benefício de poucos e que deixa de fora quem vive da agricultura de subsistência». Uma opinião semelhante foi manifestada ao jornal Expresso por Sara Serrão, do movimento Juntos pelo Sudoeste, que declarou que «o modelo de agricultura intensiva existente no Sudoeste Alentejano não é de desenvolvimento, mas de subdesenvolvimento. Não respeita as especificidades e sensibilidades da região, privilegia longas cadeias de distribuição (exportação), sem devolver ao território qualquer desenvolvimento ou evolução e pondo em causa o Parque Natural do Sudoeste Alentejano e Costa Vicentina». Nos princípios de Fevereiro, a Federação Nacional de Regantes de Portugal propôs ao governo um conjunto de medias para minimizar os efeitos da seca, incluindo a operacionalização da cota de captação de água na albufeira da Barragem de Santa Clara, e a instituição imediata de uma nova licença para o Aproveitamento Hidroagrícola do Mira, com a instalação do correspondente equipamento de adução.
Em Fevereiro de 2024, o Partido Socialista apresentou uma moção na Assembleia Municipal de Lagos, instando o governo central a tomar medidas urgentes no sentido de minimizar os efeitos da seca no Algarve, incluindo o transvase da Barragem de Santa Clara para a Barragem da Bravura.

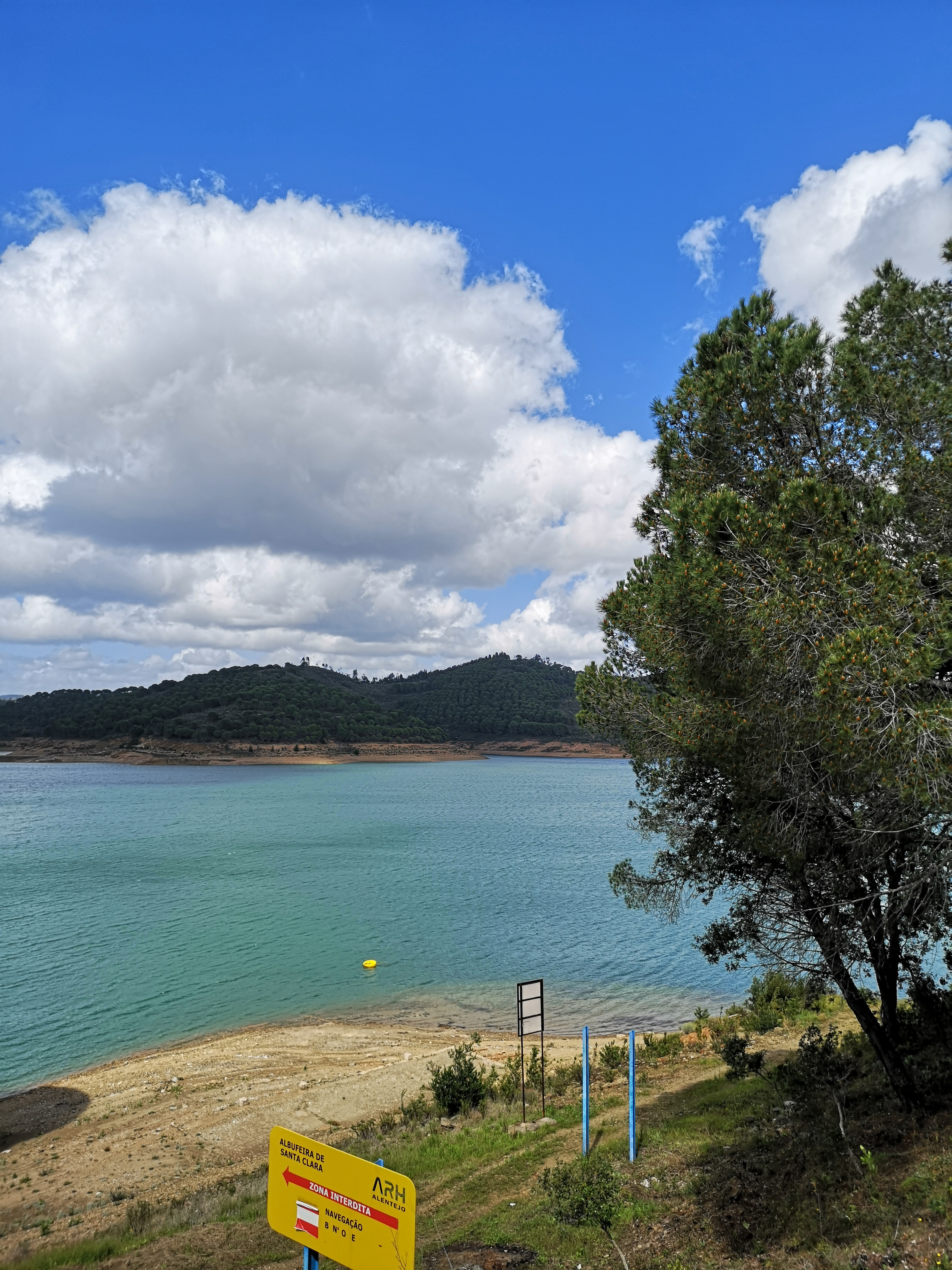
Praia fluvial junto à barragem.